# Bella und der Feigenbaum
Bella und der Feigenbaum ist eine deutsche Liebeskomödie von Michael Kreindl aus dem Jahr 2013. Christine Neubauer und Oliver Stokowski spielen die Hauptrollen in dieser Geschichte um eine vorgetäuschte Ehefrau.

## Handlung
Bella Sommer hat es nach ihrer Scheidung auf die Insel Mallorca verschlagen, wo sie für den Zahnarzt Dr. Jonas Berger als Sprechstundenhilfe arbeitet. Heimlich liebt sie ihren Chef, der ihre Ergebenheit reichlich ausnutzt und Bella über das Arbeitsverhältnis hinaus für sich einspannt. Zusammen mit seinem Freund Ramon Delgado genießt er sein Leben und macht seiner gerade aktuellen Freundin, der Medizinstudentin Jasmin Kramer weis, dass er verheiratet sei, um so zu verhindern, dass sie Ehepläne schmiedet. Als Ramon ihm Bella als Sprechstundenhilfe ausreden will, lehnt er das jedoch entgeistert ab, da er genau weiß, was er an ihr hat.
Als Berger mit Jasmin einen Fahrradausflug in die mallorquinischen Berge unternimmt, strengt ihn das mehr an, als er wahrhaben will. Bei einer Rast gesteht ihm die junge Frau, dass sie nicht immer nur an zweiter Stelle stehen wolle und sich deshalb von ihm trennen werde. Da er Jasmin nicht verlieren will, erzählt er ihr, dass er und seine Frau bereits in Scheidung leben würden. Da Jasmin meint, das würden Männer in einem solchen Fall immer sagen, antwortet er zu ihrer Überraschung, dann solle seine Frau ihr das halt selbst sagen. Nachdem Jonas von seinen verflossenen Freundinnen nur Absagen bekommt, als er ihnen vorschlägt, kurzfristig seine Ehefrau zu spielen, verfällt er auf die ihm treu ergebene Bella.
Zu seiner Einladung erscheint Bella mit wasserstoffblond gefärbtem Haar und auffällig gekleidet. Als er sie bittet, für einen Tag seine Frau zu spielen, meint sie, dass sie wirklich alles für ihn tun würde, aber aus dieser Geschichte solle er sie bitte raushalten. Kurz darauf sucht sie einen Friseur auf, der ihre ursprüngliche Haarfarbe wieder herstellt und sie umfrisiert. Obwohl sie Jonas Ansinnen abgelehnt hat, gibt sich Bella Jasmin gegenüber als seine Frau aus, als sie die Studentin zufällig anderentags auf der Straße sieht. Als Jasmin später auf dem Golfplatz Jonas davon erzählt, ist er völlig überrascht. Sie spricht auch über ihre Vermutung, dass sie glaube, dass seine Frau ihn immer noch liebe. Daraufhin erzählt er ihr, dass seine Frau ihn immer wieder betrogen habe, auch wenn man ihr das nicht ansehe. Später macht er Bella Vorwürfe, dass sie sich Jasmin gegenüber nicht richtig verhalten habe. Man verabredet ein erneutes Treffen zu dem Bella ihren Nachbarn Lutz Finke mitbringen will, der ihren Liebhaber spielen soll. Finke wird jedoch durch einen Zwischenfall aufgehalten und bittet Bella, sich solange um seine Söhne Tim und Tom zu kümmern. So kommt es, dass Bella mit den Kindern bei Berger auftaucht. Jonas besticht die Knaben und weist sie an, sich nicht zu zeigen. Als zufällig Ramon bei Jonas aufkreuzt, wird er auserkoren, Bellas Liebhaber zu mimen. Während des Abends kommt es zu diversen Missverständnissen, Jasmin stößt auf einen der Jungen und Ramons Freundin Corinna taucht in der Villa auf.
Berger und Jasmin stellen nicht das erste Mal fest, dass sie unterschiedliche Vorstellungen darüber haben, was ihnen Spaß macht. An diesem Abend kommt es zu einem ernsten Zerwürfnis zwischen beiden. Bella findet Jasmin vor ihrer Wohnung auf der Straße sitzend vor. Die junge Frau ist ziemlich betrunken. In ihrer Wohnung fragt Jasmin Bella, ob sie Jonas noch liebe, Jonas jedenfalls habe sie angesehen, wie seinen Golfschläger und den liebe er über alles.
Bevor Bella am nächsten Morgen in die Praxis geht, nimmt sie glücklich zur Kenntnis, dass ihr bis dato dahinkümmernder Feigenbaum auf dem Balkon Früchte trägt. Als Jasmin später erwacht, findet sie am Feigenbaum eine Karte: „Von Dr. Berger – für Bella Sommer. Auf gute Zusammenarbeit.“ Lukas Finke hilft Jasmin aus der Wohnung und beide kommen sich näher. Zwischen Bella und Jasmin kommt es zu einem klärenden Gespräch.
Dem Zahnarzt ist inzwischen bewusst geworden, dass er Bella liebt und so klingelt er bei ihr und dann, da sie nicht aufmacht, bei ihrem Nachbarn Lukas Finke. Dort öffnet ihm zu seiner großen Überraschung Jasmin. Lukas meint, Bella sei wahrscheinlich auf ihrem Boot, der Corazón. Dort findet er sie auch und ruft zu ihr rüber, dass er sie liebe und zum Beweis springt er vom Felsen ins Wasser, obwohl er nicht schwimmen kann. Bella muss ihn retten. „Was würde ich nur ohne dich machen“, meint er, nicht das erste Mal, bevor er sie küsst.

## Produktionsnotizen und Hintergrund
Bella und der Feigenbaum wurde vom 15. Juni bis zum 13. Juli 2011 auf Mallorca gedreht. Die Erstausstrahlung erfolgte am 23. August 2013 im Ersten.
Neubauer, Stokowski und Brühlmann spielen innerhalb dieses Films Doppelrollen, da sie auch in der von Bella Sommer allabendlich angeschauten Telenovela Mi Corazón als Hauptfiguren auftreten, wo Neubauer das unglücklich in den eitlen Gutsherrn Don Felipe (Stokowski) verliebte Hausmädchen Amalia darstellt.
Michael Kreindl führte auch in dem Film Kennen Sie Ihren Liebhaber? Regie, in dem die Schauspielerin Christine Neubauer ebenfalls die Hauptrolle übernahm.

## Kritik
TV Spielfilm vergab eine mittlere Wertung (Daumen zur Seite) und befand: „Die Komödie verlegt die Geschichte von Die Kaktusblüte […] nach Spanien. Doch während selbst die Schnurre von 1969 heute noch charmant ist, wirkt hier vieles altbacken – trotz spielfreudiger Darsteller (Max Tidof, Marcus Mittermeier u. a.)“ und zog das Fazit: „Liebeskapriolen unter Finca-Bewohnern“.
Das Fernsehmagazin Gong war der Ansicht, dass „die Idee wahrlich nicht neu und der Film vorhersehbar“ sei jedoch „mit einer Reihe netter, unerwarteter Überraschungen“ aufwarte. „Dem gesamten Darsteller-Ensemble [sei] die Lust am Spiel anzusehen.“ Der Film erhielt vier von sechs Punkten, was dem Urteil „Gut“ entspricht. Die Zusammenfassung lautete: „Neubauer glänzt durch Wandlungsfähigkeit.“
Das Fernsehmagazin Hörzu vergab für Humor und Gefühl jeweils einen von drei Punkten und das Gesamturteil „Annehmbar“. Der Kritiker der Hörzu bezog sich auf das „französische Theaterstück, das für den Broadway adaptiert und zu dem Film gemacht wurde, der Goldie Hawn 1970 den Oscar brachte […] und hier auf Mallorca albern verwurstet“ werde.
Tilmann P. Gangloff urteilte für tittelbach.tv: „‚Bella und der Feigenbaum‘ ist fast ein Kleinod in der langen Neubauer-Ziegler-Degeto-Geschichte, das einer überschaubaren & vorhersehbaren Handlung viele unerwartete Momente abgewinnt. Die romantische Komödie punktet mit ihren liebevollen Details, sie besitzt viel Witz & große Lust am Spiel. Ein sehenswerter Freitagsfilm, mit pointenreichen Dialogen, gut aufgelegten Darstellern […], schönen Schauplätzen.“